# Port Clarence
Port Clarence – wieś w Anglii, w hrabstwie ceremonialnym Durham, w dystrykcie (unitary authority) Stockton-on-Tees. Leży 30 km na południowy wschód od miasta Durham i 351 km na północ od Londynu.